# Cryptoblepharus bitaeniatus
Cryptoblepharus bitaeniatus är en ödleart som beskrevs av  Oskar Boettger 1913. Cryptoblepharus bitaeniatus ingår i släktet Cryptoblepharus och familjen skinkar. Inga underarter finns listade i Catalogue of Life.